# Coden (Alabama)
Pour l’article homonyme, voir CODEN.
Coden est une communauté non incorporée du comté de Mobile et du bayou La Batre en Alabama.

## Géographie
La communauté de Coden est située à l'embouchure du bayou Coden sur le golfe du Mexique face à l'Isle aux Herbes et dans une baie limitée par l'île Dauphin Island à l'Est et la "Pointe aux Pins" à l'Ouest. Coden est située à 2 km au sud du bayou La Batre et juste à l'ouest de l'île Mon Louis Island. Le bord de mer de Coden porte le nom de plage de San Souci Beach et s'étend jusqu'à l'embouchure du bayou La Batre.
Depuis l'an 2000, les derniers recensements de la population indiquent une baisse régulière du nombre d'habitants.
- 2016 : population : 1985 habitants
- 2010 : population : 2818 habitants
- 2000 : population : 3229 habitants

## Histoire
En 1699, l'explorateur canadien-français, Jean-Baptiste Le Moyne de Bienville, explore la région située autour du fort Louis de la Mobile et remarque la présence de nombreux volatiles connus sous le nom de "Coq d'Inde". Le village de Coden fut fondé dès cette époque de la Louisiane française sous le nom de « Coq d'Inde », tout comme le bayou Coq d'Inde s'écoulant dans ce lieu. Le terme Coq d'Inde est une autre dénomination de la dinde, oiseau originaire d'Amérique. Après la vente de la Louisiane par Napoléon Ier et l'arrivée de nouveaux colons américains au cours du XIXe siècle, particulièrement après la guerre de Sécession, le toponyme du village et du bayou furent anglicisé de "Coq d'Inde" en "Coden", par déformation linguistique.